# 知多電気
知多電気株式会社（ちたでんき かぶしきがいしゃ）は、明治末期から大正時代にかけて現在の愛知県半田市に存在した電力会社兼ガス会社である。1917年（大正6年）までの旧社名は知多瓦斯株式会社（ちたガス）。
ガス専業会社として1910年（明治43年）に設立・開業。電気事業は4年後の1914年（大正3年）より追加されたものだが、こちらが主力事業となった。1921年（大正10年）に名古屋市の関西電気に合併され、電気事業は同社の後身東邦電力、ガス事業はガス専業の東邦ガスへとそれぞれ引き継がれた。

## 沿革

### 知多瓦斯設立

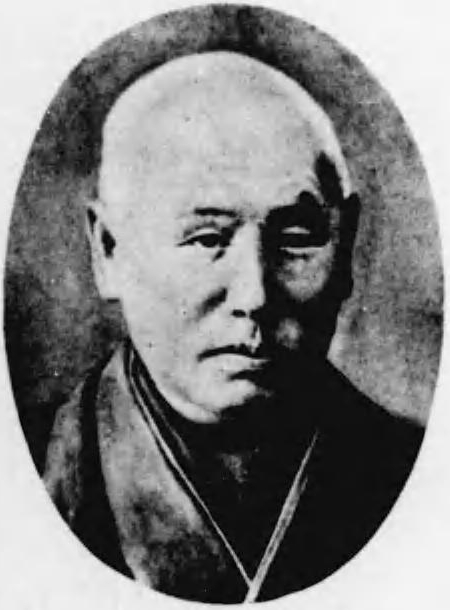
初代社長奥田正香

1889年（明治22年）、中部地方で最初の電気事業者として名古屋市に名古屋電灯が開業した。以後、同地方では主要都市に次々と電気事業が起業されていく。また1907年（明治40年）に名古屋瓦斯（東邦ガスの前身）も開業し、名古屋市では都市ガス供給も始まった。この時代の都市ガスの用途はガス灯が主力であったことから、ガス事業は灯火供給という点で電気事業と競合関係にあった。
知多半島東海岸に位置する知多郡半田町（現・半田市）では、電気事業に先んじてガス事業が出現した。この半田におけるガス事業起業は名古屋瓦斯の関与によるものである。名古屋瓦斯は全国的なガス事業興隆の波に乗って大正時代初頭までの間に名古屋周辺都市を中心に西日本各地でガス事業起業に次々と参画しており、一宮の一宮瓦斯（後の尾州電気）や豊橋の豊橋瓦斯（サーラエナジーの前身）を起業したのに続いて奥田正香（名古屋瓦斯社長）・山田才吉（常務）・井上茂兵衛（同）らを発起人に立てて半田で知多瓦斯株式会社を起業した。知多瓦斯の創立総会は半田町内にて1910年（明治43年）2月14日に開催。設立時の資本金は50万円で、本店は半田町字西勘内に構えた。総会で選ばれた役員は取締役社長奥田正香、取締役高橋彦次郎・磯貝浩・中埜半助・穂積寅九郎（三重紡績知多分工場主任心得）、監査役山田才吉・兼松煕・小栗七郎という顔ぶれであった。役員8名のうち中埜・穂積・小栗が地元半田の人物、残り5名は名古屋の人物である。
知多瓦斯の設備工事は順調に進み、設立4か月後の1910年6月に開業した。輸入品ではなく国産品の設備機械を調達したため建設費が安くなり、半田町内のみならず南隣の成岩町にも供給できた。開業当初すなわち6月末時点のガス孔口数は灯火用が583個、熱用が80個であった。翌1911年（明治44年）6月には半田の北隣にあたる亀崎町大字乙川までのガス管延長工事を完成させている。
知多瓦斯設立に続く1910年3月30日、電気事業を担う知多電灯株式会社が事業許可を取得した。発起人は知多瓦斯役員でもある中埜半助・穂積寅九郎・小栗七郎のほか同じく半田の中埜又左衛門（酢醸造業、中埜半助の実弟）・中埜半左衛門（中埜銀行頭取）・中埜半六（醸造業）・小栗三郎（肥料商・醸造業）・盛田善平（敷島製パン創業者）ら合計12名からなった。しかし知多電灯は設備の調達など準備に手間取り、そうしているうちに知多瓦斯が開業してしまったことから起業の延期を余儀なくされた。同年11月になると知多電灯発起人全員が知多瓦斯の役員ないし株主を兼ねるという事情から知多瓦斯で知多電灯の事業権を引き取ることに決まり、12月18日開催の知多瓦斯株主総会にて知多電灯の吸収が正式に決議された。なおこの際穂積寅九郎が知多瓦斯の常務に就いている（社長は奥田正香のまま）。

### 電気事業開業
1912年（明治45年）2月、現在の名鉄常滑線を建設した鉄道会社愛知電気鉄道が兼営電気供給事業を開業し、常滑など知多半島西海岸の地域に電灯がついた。事業許可取得が1911年4月と知多電灯の1年後ではあるが、これが知多半島で最初に開業した電気事業となった。同社の点灯区域は徐々に拡大しやがて半島南端の師崎にも及んだ。また半島東海岸北部の東浦村（現・東浦町）には岡崎の岡崎電灯が進出し、1913年（大正2年）2月より供給を始めた。同社は元々半田方面への進出を狙っていたが、供給権が知多電灯に認められて東浦村の供給のみに留まったという。
知多電灯の事業権を引き取った知多瓦斯は1911年12月の株主総会にてまず亀崎町で電気事業に着手する旨を決議した。その後名古屋電灯からの受電契約がまとまり、1912年4月より配電工事に着手する運びとなったものの、実際には名古屋電灯側の工事が遅延して翌1913年（大正2年）に入っても開業できなかった。知多瓦斯の兼営電気事業が開業に至らないでいると、愛知電気鉄道の兼営電気事業開業に刺激されて亀崎町で町営電気事業計画が、武豊町方面で「知多電灯株式会社」の設立計画がそれぞれ立案されたが、これらも実現せず立ち消えとなっている。
知多瓦斯では結局、名古屋電灯送電工事の遅延に伴い本社構内に発電所を併設し半田・成岩・亀崎の3町で兼営電気事業を開業する方針へと転換。1913年8月より工事に着手し3町での配電工事を進め、1914年（大正3年）1月12日付で電気事業を開業した。当初は電灯供給のみの実施で、電動機を動かすための動力用電力供給は行っていない。電源の発電所は出力60キロワットの内燃力（ガス力）発電所で、イギリス製の吸入ガス機関（サクションガスエンジン）と日立製作所製三相交流発電機を備えた。開業当初、1914年11月末時点での電灯数は3525灯であった。
電気事業工事中にあたる1913年11月、奥田正香が取締役社長を辞任した。後任社長には中埜半助が推され、社長中埜半助・常務穂積寅九郎という体制になっている。

### 電気事業の拡大
1915年（大正4年）11月になり名古屋電灯が建設中の知多瓦斯に対する電力供給設備が完成、14日より知多瓦斯に対する電力供給が開始された。供給地点は半田町字中針に建設された名古屋電灯半田変電所、供給電力は300キロワットである。なお逓信省の資料によると自社発電所は1916年には廃止されている。名古屋電灯からの受電開始を機に知多瓦斯では供給を武豊町や阿久比村（現・阿久比町）にも広げ、電灯供給に加えて動力用電力の供給も手掛けるようになった。
電気事業開業後、電灯への切り替えによりガス灯は衰退していき、電灯・電動機利用の増加で事業の中心が電気事業に移ったため、1917年（大正6年）12月16日付で知多瓦斯から「知多電気株式会社」へ社名を変更した。同時に本店を半田町字南浜へと移転している。次いで1919年（大正8年）、東浦村に供給していた岡崎電灯が矢作川水系の足助発電所完成を機に知多電気への送電を始めた。2年後の1921年（大正10年）6月末の段階では、知多電気の受電は名古屋電灯からが500キロワット、岡崎電灯からが600キロワットとなっている。また供給面では、1920年末に帝国火薬工業と300キロワットの供給契約を締結し、1921年4月より送電を開始した。同社工場は武豊町にあり（1921年7月操業開始、現・日油武豊工場）、当初は海軍向け無煙火薬の製造にあたった。
経営面では1919年6月に中埜俊三（中埜半左衛門の長男）が取締役に追加された。1920年の役員録には社長中埜半助の下で中埜俊三が常務を務めるとある。同年時点でのその他役員は取締役穂積寅九郎・高橋彦次郎・磯貝浩、監査役小栗七郎・山田才吉という顔ぶれで、会社設立時と大きな変更はない。また1921年7月2日、知多電気は「電気漂白」を目的とする知多電気漂白（同年3月20日設立、資本金70万円）を合併した。合併に伴う増資は70万円で、合併後の資本金は120万円（払込67万5000円）となった。

### 関西電気への合併
名古屋市の名古屋電灯は1920年（大正9年）より周辺事業者の合併を積極化し、翌年8月にかけて愛知・岐阜両県下の一宮電気・岐阜電気・豊橋電気・板取川電気ほか2社を相次いで合併した。さらに1921年3月末、奈良県の関西水力電気と合併契約を締結し、同年10月に同社と合併し関西電気へと改称した（形式上存続会社は関西水力電気だが実質的には名古屋電灯による関西水力電気の吸収）。
こうした再編が進む最中の1921年5月16日、知多電気は関西水力電気との間で合併契約を締結した。その合併条件は、存続会社の関西水力電気が223万9950円を増資し、解散する知多電気の株主に対してその持株15株につき関西水力電気新株を28株の割合（1株につき1.867株）で交付する、というものであった。同年6月25日に知多電気側、27日関西水力電気側でそれぞれ株主総会が開かれ合併の決議がなされる。11月15日に逓信省から合併が認可され、関西電気成立後の12月23日に合併確認総会が開かれて合併手続きが完了、同日をもって知多電気は解散した。
知多電気を吸収した関西電気は、翌1922年（大正11年）にも九州の九州電灯鉄道などを合併し、中京・関西・九州にまたがる大電力会社東邦電力へと発展した。また名古屋瓦斯をも合併し、同社の事業を元に子会社東邦瓦斯（東邦ガス）を設立している。さらに翌1923年（大正12年）4月1日、知多電気が経営していた半田町・成岩町のガス事業が東邦電力から東邦ガスへと譲渡された。

### 年表
- 1910年（明治43年）
  - 2月14日 - 知多瓦斯株式会社設立。資本金50万円、本店知多郡半田町字西勘内71番地[2]。
  - 3月30日 - 知多電灯株式会社に対し電気事業許可[12]。
  - 6月 - 知多瓦斯、ガス事業を開業[9]。
  - 12月18日 - 知多瓦斯は知多電灯の吸収を決議[19]。
- 1914年（大正3年）
  - 1月12日 - 電気事業開業[27]。
- 1915年（大正4年）
  - 11月14日 - 名古屋電灯からの受電開始[33]。以後電気事業拡大。
- 1917年（大正6年）
  - 12月16日 - 知多瓦斯から知多電気株式会社へ社名変更。本店を半田町字南浜1番地の3へ移転[36]。
- 1921年（大正10年）
  - 5月16日 - 関西水力電気（10月関西電気へ改称）との間で合併契約締結[43]。
  - 6月25日 - 株主総会にて関西水力電気との合併を決議[46]。
  - 7月2日 - 知多電気漂白を合併[42]。
  - 12月23日 - 関西電気（翌年6月東邦電力へ改称）との合併が成立し知多電気解散[48][3]。
- 1923年（大正12年）
  - 4月1日 - 東邦電力は半田地区のガス事業を東邦ガスへ譲渡[50]。

## 供給区域
関西電気との合併直前、1921年（大正10年）6月末時点における電灯・電力供給区域は、知多郡のうち半田町・成岩町・亀崎町（現・半田市）と武豊町、阿久比村（現・阿久比町）の4町1村である。同年5月末時点において、電灯2万1785灯（需要家数1万761戸）、電動機236台・計1471.5馬力（1097キロワット）を取り付け、帝国火薬工業に300キロワットの電力を供給していた。
ガス供給区域は知多郡半田町・成岩町（ガス工場は半田町設置）。1921年5月末時点において674戸の需要家に供給し、灯火孔口2692個・熱用孔口701個を取り付け、他にガスエンジン9台（計41馬力）を設置していた。
なお、半田町内にあるが東洋紡績（旧・三重紡績）知多工場は名古屋電灯の需要家であり、1919年末時点では同社から1000キロワットを受電していた。名古屋電灯が同工場へ供給を始めたのは知多瓦斯への送電開始から半年後の1916年（大正5年）4月のことである。